# Llet d'ovella

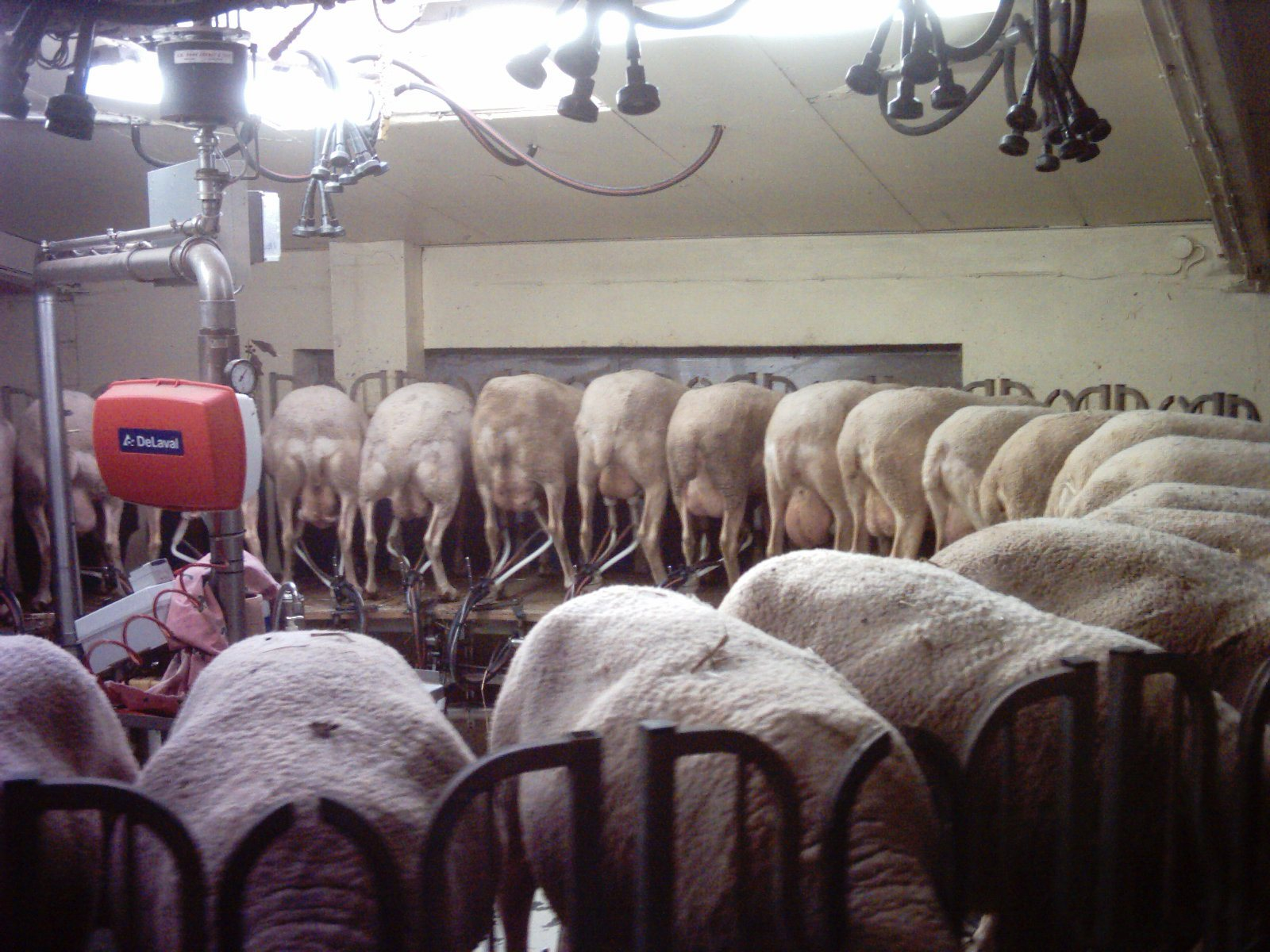
Munyida d'ovelles a Aveyron, França.

La llet d'ovella s'extreu de l'ovella domèstica. Encara que el seu ús corrent com a beguda no es troba en cap cultura moderna és molt important en la indústria làctia. Entre els formatges fets de llet d'ovella hi ha el Feta de Grècia, Roquefort d'Occitània, Manxego d'Espanya Pecorino Romano i Ricotta d'Itàlia. També se'n fan iogurts.
Encara que l'ovella dona molta menor quantitat per animal que les vaques, la llet d'ovella té més greix làctic, sòlids lactis i minerals i això la fan ideal per produir formatges. No és una alternativa per a la gent amb intolerància a la lactosa, ja que fins i tot en té més que la llet de vaca.
S'han seleccionat races d'ovelles per a la producció de llet, entre aquestes races hi ha les Lacaune, Frísia de l'Est i Awassi.

## Aspectes nutritius
Composició de la llet per 100 grams:

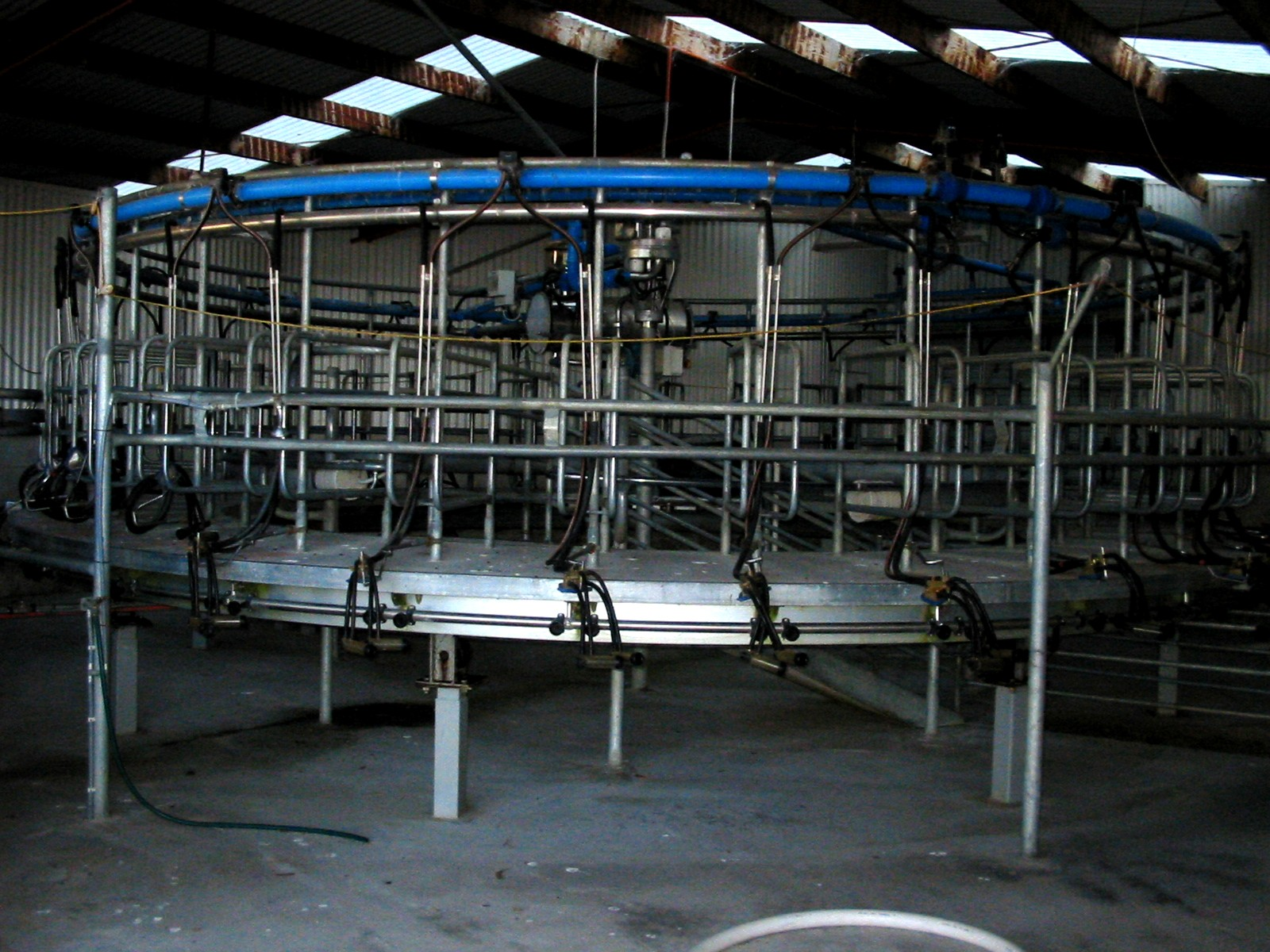
Munyidor mecànic a Nova Zelanda.

| Constituents           | unitat | Vaca | Cabra | Ovella | Búfal aquàtic |
| ---------------------- | ------ | ---- | ----- | ------ | ------------- |
| Aigua                  | g      | 87.8 | 88.9  | 83.0   | 81.1          |
| Proteïna               | g      | 3.2  | 3.1   | 5.4    | 4.5           |
| Greix                  | g      | 3.9  | 3.5   | 6.0    | 8.0           |
| Carbohidrats o glúcids | g      | 4.8  | 4.4   | 5.1    | 4.9           |
| Energia                | kcal   | 66   | 60    | 95     | 110           |
|                        | kJ     | 275  | 253   | 396    | 463           |
| Sucres (Lactosa        | g      | 4.8  | 4.4   | 5.1    | 4.9           |
| Àcids grassos saturats | g      | 2.4  | 2.3   | 3.8    | 4.2           |
| Monoinsturats          | g      | 1.1  | 0.8   | 1.5    | 1.7           |
| Polinsaturats          | g      | 0.1  | 0.1   | 0.3    | 0.2           |
| Colesterol             | mg     | 14   | 10    | 11     | 8             |
| Calci                  | IU     | 120  | 100   | 170    | 195           |